# Warbleton
Warbleton – wieś i civil parish w Anglii, w East Sussex, w dystrykcie Wealden. W 2011 roku civil parish liczyła 1375 mieszkańców. Warbleton jest wspomniana w Domesday Book (1086) jako Warborgetone.